# Henrik Nielsen
Pour les articles homonymes, voir Nielsen.
Henrik Nielsen (né le 29 mars 1965) est un attaquant danois retiré du football. Il a joué pour B93, AEK, Iraklis, LOSC Lille Métropole, Fenerbahçe SK et Brøndby.

## Biographie
Dès sa première année en Grèce, à l'AEK Athènes, il est le meilleur buteur de l'Alpha Ethniki avec 21 buts en 27 matchs.
Entre 1987 et 1989, il joue un total de 37 matchs pour l'AEK et marque 26 buts en championnat.
Il joue également en France, avec Lille, marquant neuf buts en première division. 
Une blessure le pousse à terminer sa carrière à l'âge de 28 ans.

## Palmarès
AEK Athènes
- Champion de Grèce (1) : 1989